# Нова Юрівка
Нова́ Ю́рівка — село в Україні, у Радомишльській міській територіальній громаді Житомирського району Житомирської області. Населення становить 176 осіб (2001).

## Історія
У 1923—54 роках — адміністративний центр колишньої Юрівської сільської ради Радомишльського району.